# Кен Маттінглі
Томас Кеннет Ма́ттінглі (англ. Thomas Kenneth Mattingly, також відомий як Кен Ма́ттінглі (англ. Ken Mattingly), 17 березня 1936, Чикаго, штат Іллінойс, США — 31 жовтня 2023) — астронавт США, контр-адмірал Військово-морських сил США у відставці.

## Життєпис
Закінчив вищу школу ім. Т. Едісона у Маямі (штат Флорида) та Обернський університет (штат Алабама) 1958 року. До зарахування 1966 року в групу астронавтів, закінчив школу підготовки пілотів для аерокосмічних досліджень.
Початково входив до складу основного екіпажу  
Аполлону-13, але за  два дні до старту був замінений на дублера - Дж.Свайгерта, оскільки контактував з хворим на краснуху Ч. Дьюком, не маючи імунітету до цієї хвороби.
16—27 квітня 1972 року разом з Дж. Янгом і Ч. Дьюком здійснив політ до Місяця на кораблі «Аполлон-16». Виходив у відкритий космос. 1982 року був командиром екіпажу під час польоту STS-4 МТКК «Колумбія», 1985 року — командир польоту STS-51-C МТКК «Діскавері».
Під час зворотного польоту «Аполлона-16» на Землю Маттінглі здійснив вихід у відкритий космос (EVA), щоб забрати касети з плівками з зовнішньої частини космічного корабля, командно-сервісного модуля. Це був другий EVA у "далекому космосі" в історії, на великій відстані від будь-якого планетарного тіла. Станом на 2022 рік це залишається одним із трьох подібних виходів, які відбулися під час J-місій програми «Аполлон».

## Образ у кінематографі
У відомому блокбастері Аполлон-13 роль Кена Маттінглі зіграв Гері Сініз